# Nymphon hadale
Nymphon hadale är en havsspindelart som beskrevs av Child, C.A. 1982. Nymphon hadale ingår i släktet Nymphon och familjen Nymphonidae. Inga underarter finns listade i Catalogue of Life.